# Grau en multimèdia
El Grau en multimèdia és un títol Grau universitari, equivalent a una diplomatura o enginyeria tècnica, que s'adapta i adequa constantment a les demandes del mercat i sector professional multimèdia. El grau de Multimèdia té com a objectiu la formació de professionals altament qualificats que siguin capaços de planificar i gestionar projectes a l'entorn de les TIC, connectats amb el món de les empreses i la indústria multimèdia; professionals capaços de dirigir, realitzar i produir projectes que demanen coneixements específics sobre disseny i desenvolupament de webs, usabilitat i disseny d'interfícies, grafisme digital 2D i 3D, animació, realitat virtual i vídeo a la Xarxa, i l’anàlisi, disseny i implementació d’aplicacions.
La titulació de Graduat en multimèdia s'imparteix a diverses universitats catalanes: Universitat Oberta de Catalunya, Universitat Politècnica de Catalunya, Ramon Llull i Universitat de Girona, i en altres europees i/o internacionals, com la Universitat d'Andorra, amb títols com Bachelor of Multimedia, Multimedia Graduate, Graduée en Multimedia o Graduado Multimedia. A València s'estudia a: Universitat d'Alacant i Universitat de València.

## Grau en Enginyeria Multimèdia
El Grau en Enginyeria Multimèdia és un grau en enginyeria de caràcter generalista en els instruments i mètodes de l'enginyeria per a l'entorn multimèdia.